# سیارک ۱۸۹۳۱۰
سیارک ۱۸۹۳۱۰ (به انگلیسی: 189310 Polydamas، نامگذاری:2006AJ82) صد و هشتاد و نه هزار و سیصد و دهمین سیارک کشف شده‌است که در ۳ ژانویه ۲۰۰۶ کشف شد.